# Liste der Naturdenkmale in Seitingen-Oberflacht
| Naturdenkmale | Anzahl |
| ------------- | ------ |
| FND           | 1      |
| END           | 8      |
| Gesamt        | 9      |

Die Liste der Naturdenkmale in Seitingen-Oberflacht nennt die verordneten Naturdenkmale (ND) der im baden-württembergischen Landkreis Tuttlingen liegenden Gemeinde Seitingen-Oberflacht. In Seitingen-Oberflacht gibt es insgesamt neun als Naturdenkmal geschützte Objekte, davon ein flächenhaftes Naturdenkmal (FND) und acht Einzelgebilde-Naturdenkmale (END).
Stand: 1. November 2016.

## Flächenhafte Naturdenkmale (FND)
| Name                     | Bild | Kennung     | Einzelheiten                    | Position | Fläche Hektar | Datum         |
| ------------------------ | ---- | ----------- | ------------------------------- | -------- | ------------- | ------------- |
| Gelten/Niederwiesen      | BW   | 83270200001 | Gunningen, Seitingen-Oberflacht | ⊙        | 4,3           | 30. Sep. 1986 |
| Legende für Naturdenkmal |      |             |                                 |          |               |               |

## Einzelgebilde (END)
| Name                                      | Bild | Kennung     | Einzelheiten         | Position | Fläche Hektar | Datum         |
| ----------------------------------------- | ---- | ----------- | -------------------- | -------- | ------------- | ------------- |
| Baumgruppe bei ehem. Saatschule Laubhalde | BW   | 83270550003 | Seitingen-Oberflacht | ⊙        | 0,0           | 30. März 1992 |
| Eichen bei Anstatt                        | BW   | 83270550006 | Seitingen-Oberflacht | ⊙        | 0,0           | 30. März 1992 |
| Reckföhre im Fuchsbühl                    | BW   | 83270550007 | Seitingen-Oberflacht | ⊙        | 0,0           | 30. März 1992 |
| 10 Eiben                                  | BW   | 83270550009 | Seitingen-Oberflacht | ⊙        | 0,0           | 30. März 1992 |
| 2 Eiben                                   | BW   | 83270550004 | Seitingen-Oberflacht | ⊙        | 0,0           | 30. März 1992 |
| 2 Weißtannen                              | BW   | 83270550002 | Seitingen-Oberflacht | ⊙        | 0,0           | 30. März 1992 |
| 3 Eiben in der Laubhalde                  | BW   | 83270550005 | Seitingen-Oberflacht | ⊙        | 0,0           | 30. März 1992 |
| 5 Eiben                                   | BW   | 83270550010 | Seitingen-Oberflacht | ⊙        | 0,0           | 30. März 1992 |
| Legende für Naturdenkmal                  |      |             |                      |          |               |               |